# Souligné-sous-Ballon
Souligné-sous-Ballon település Franciaországban, Sarthe megyében. Lakosainak száma 1237 fő (2022. január 1.). Souligné-sous-Ballon Ballon-Saint-Mars, Courcebœufs, La Guierche, Joué-l’Abbé és Montbizot községekkel határos.

## Népesség
A település népessége az elmúlt években az alábbi módon változott:
| Lakosok száma | 1144 | 1187 | 1230 | 1202 | 1207 | 1239 | 1239 | 1238 | 1237 |
|               | 2013 | 2015 | 2016 | 2017 | 2018 | 2019 | 2020 | 2021 | 2022 |